# Gabriel Piotr Baudouin
Gabriel Piotr Baudouin (Boduen) (ur. 5 kwietnia 1689 w Avesnes-sur-Helpe w departamencie Nord we Francji, zm. 10 lutego 1768 w Warszawie) – francuski prezbiter katolicki ze Zgromadzenia Księży Misjonarzy, profesor filozofii i teologii, działacz charytatywny w Warszawie (m.in. założyciel Domu Podrzutków).

## Życiorys
Do zgromadzenia księży misjonarzy wstąpił w 1710, święcenia kapłańskie przyjął w 1716. Był profesorem seminarium duchownego w Auxerre.
W 1717 przybył do Warszawy i zamieszkał przy kościele św. Krzyża. W dwupiętrowej kamienicy na wprost kościoła założył swój pierwszy zakład wychowawczy. Był opiekunem nędzarzy, chorych, a przede wszystkim osieroconych, bądź porzuconych dzieci. Około 1732 za uzbierane pieniądze (ze składek społeczeństwa) kupił w Warszawie kamienicę i zorganizował Dom Podrzutków. Do swego domu zbierał dzieci i porzucone niemowlęta.
W 1748 razem z ks. Stanisławem Konarskim starał się zorganizować loterię klasową, a pozyskane w ten sposób pieniądze przeznaczyć na zakład dla podrzutków oraz Collegium Nobilium (w związku z tym uzyskał przywilej królewski).
W związku z pomocą, jakiej udzielał biednym, uzyskał przydomek „wielki jałmużnik Warszawy”. Został pochowany w warszawskim kościele św. Krzyża.
W Warszawie nadal funkcjonuje placówka założona niegdyś przez Baudouina (najstarszy w Polsce Dom Małych Dzieci, działający nieprzerwanie od ok. 1732) – Dom Dziecka nr 15 im. ks. G.P. Baudouina (ul. Nowogrodzka 75).

## Upamiętnienie
W 1903 jego imieniem nazwano jedną z ulic w śródmieściu Warszawy.